# Costa do Marfim nos Jogos Olímpicos de Verão de 2012
A Costa do Marfim competiu nos Jogos Olímpicos de Verão de 2012, que aconteceram na cidade de Londres, no Reino Unido, de 27 de julho até 12 de agosto de 2012.

## Desempenho

### Atletismo
Masculino
| Atleta            | Evento | Preliminar | Preliminar | Quartas-de-final | Quartas-de-final | Semifinal | Semifinal | Final       | Final       |
| Atleta            | Evento | Marca      | Posição    | Marca            | Posição          | Marca     | Posição   | Marca       | Posição     |
| ----------------- | ------ | ---------- | ---------- | ---------------- | ---------------- | --------- | --------- | ----------- | ----------- |
| Ben Youssef Meite | 100 m  | BYE        | BYE        | 10s06 Q          | 2º/bat. 3        | 10s13     | 5º/bat. 1 | Não avançou | Não avançou |

### Natação
Masculino
| Atletas      | Evento     | Eliminatórias | Eliminatórias | Semifinal   | Semifinal   | Final       | Final       |
| Atletas      | Evento     | Tempo         | Posição       | Tempo       | Posição     | Tempo       | Posição     |
| ------------ | ---------- | ------------- | ------------- | ----------- | ----------- | ----------- | ----------- |
| Kouassi Brou | 50 m livre | 25.82         | 44º           | Não avançou | Não avançou | Não avançou | Não avançou |

### Tiro com arco
| Atleta           | Prova                | Rodada de classificação | Rodada de classificação | Ronda dos 64                             | Ronda dos 32           | Ronda dos 16           | Quartos-finais         | Semifinais             | Final                  | Final       |
| Atleta           | Prova                | Placar                  | Pos.                    | Adversário e resultado                   | Adversário e resultado | Adversário e resultado | Adversário e resultado | Adversário e resultado | Adversário e resultado | Pos.        |
| ---------------- | -------------------- | ----------------------- | ----------------------- | ---------------------------------------- | ---------------------- | ---------------------- | ---------------------- | ---------------------- | ---------------------- | ----------- |
| Philippe Kouassi | Individual masculino | 638                     | 59º                     | FRA G. Prevost D 2-0, 0-2, 1-1, 1-1, 0-2 | Não avançou            | Não avançou            | Não avançou            | Não avançou            | Não avançou            | Não avançou |